# Manuel María de Azofra y Sáenz de Tejada
Manuel María de Azofra y Sáenz de Tejada (Torrecilla de Cameros, febrero de 1813 -  Logroño, 6 de marzo de 1879) fue un arquitecto y académico español, miembro de la Real Academia de Ciencias Exactas, Físicas y Naturales.

## Biografía
Nació en la localidad de Torrecilla de Cameros en 1813. Fue director del Real Instituto Industrial y catedrático de Mecánica en el mismo establecimiento de la Real Academia de Ciencias, además de miembro del Real Consejo de Agricultura, Industria y Comercio. También fue individuo de la Real Academia de Bellas Artes de San Fernando. Falleció el 6 de marzo de 1879.